# Jan Ferdinand z Lamberka
Jan Ferdinand hrabě z Lamberka (německy Johann Ferdinand von Lamberg, 11. ledna 1689 – 16. října 1764) byl rakouský šlechtic z říšského hraběcího rodu Lambergů, důstojník a císařský dvorní a komorní hudební ředitel.

## Život
Jan Ferdinand se narodil jako předposlední syn hraběte (později knížete) Františka Josef z Lambergu(-Steyru) (1637–1712) a jeho manželky Anny Marie hraběnky z Trautmannsdorfu (1642–1727).
Původně byl určen pro duchovní dráhu a v roce 1701 získal místo kanovníka v Pasově, to však roku 1709 předal svému mladšímu bratrovi Františku Aloisovi a sám vstoupil do císařské armády. 
V roce 1714 dosáhl hodnosti podplukovníka a stal se generál-adjutantem maršála Evžena Savojského. V této pozici si vedl dobře ve válce proti Turkům, 12. října 1716 dobyl Temešvár a oznámil kapitulaci do Vídně. 
V roce 1721 se oženil s dvakrát ovdovělou hraběnkou Konstancií Gilleisovou (1691–1760). Z tohoto manželství se narodily čtyři děti, tři dcery a syn Alois František Josef, který však zemřel po prvním roce života. 
Po rezignaci na vojenskou službu nastoupil službu u dvora císaře Karla VI. a v letech 1732 až 1741 byl dvorním a komorním hudebním ředitelem (tzv. Musikgraf). 
Po smrti svého bratra Jana Filipa, který byl mj. nejvyšším lovčím v Tyrolsku, c.k. skutečným tajným radou a komorník a též rytíř svatého Václava, zdědil Jan Ferdinand v roce 1735 fideikomisní panství v Tyrolsku (mj. zámek Münichau) a Kitzbühel a další panství v Dolním Rakousku.  
Hrabě Jan Ferdinand z Lamberka zemřel 16. října 1764 a byl pohřben vedle své manželky v rodinné kryptě Lambergů ve vídeňském kostele augustiniánů. Neměl mužského potomka a jeho majetky tak zdědil jeho synovec, říšský kníže Jan Bedřich Josef, syn knížete Františka Antonína a jeho manželky Ludoviky, princezny z Hohenzollern-Hechingenu. 